# Ташла (Башкортостан)
Ташла (баш. Ташлы) — деревня в Гафурийском районе Республики Башкортостан Российской Федерации. Административный центр Ташлинского сельсовета.

## География

### Географическое положение
Расстояние до:
- районного центра (Красноусольский): 18 км,
- ближайшей ж/д станции (Белое Озеро): 45 км.

## Население
| 2002 | 2009 | 2010 |
| ---- | ---- | ---- |
| 573  | ↗631 | ↘507 |

### Национальный состав
Согласно переписи 2002 года, преобладающие национальности —  башкиры (43 %), русские (29 %).

## Религия
В селе расположена церковь Иоанна Кронштадского.